# Ahoskie (Karolina Północna)
Ahoskie – miasto w Stanach Zjednoczonych, w stanie Karolina Północna, w hrabstwie Hertford.